# Nobellissime

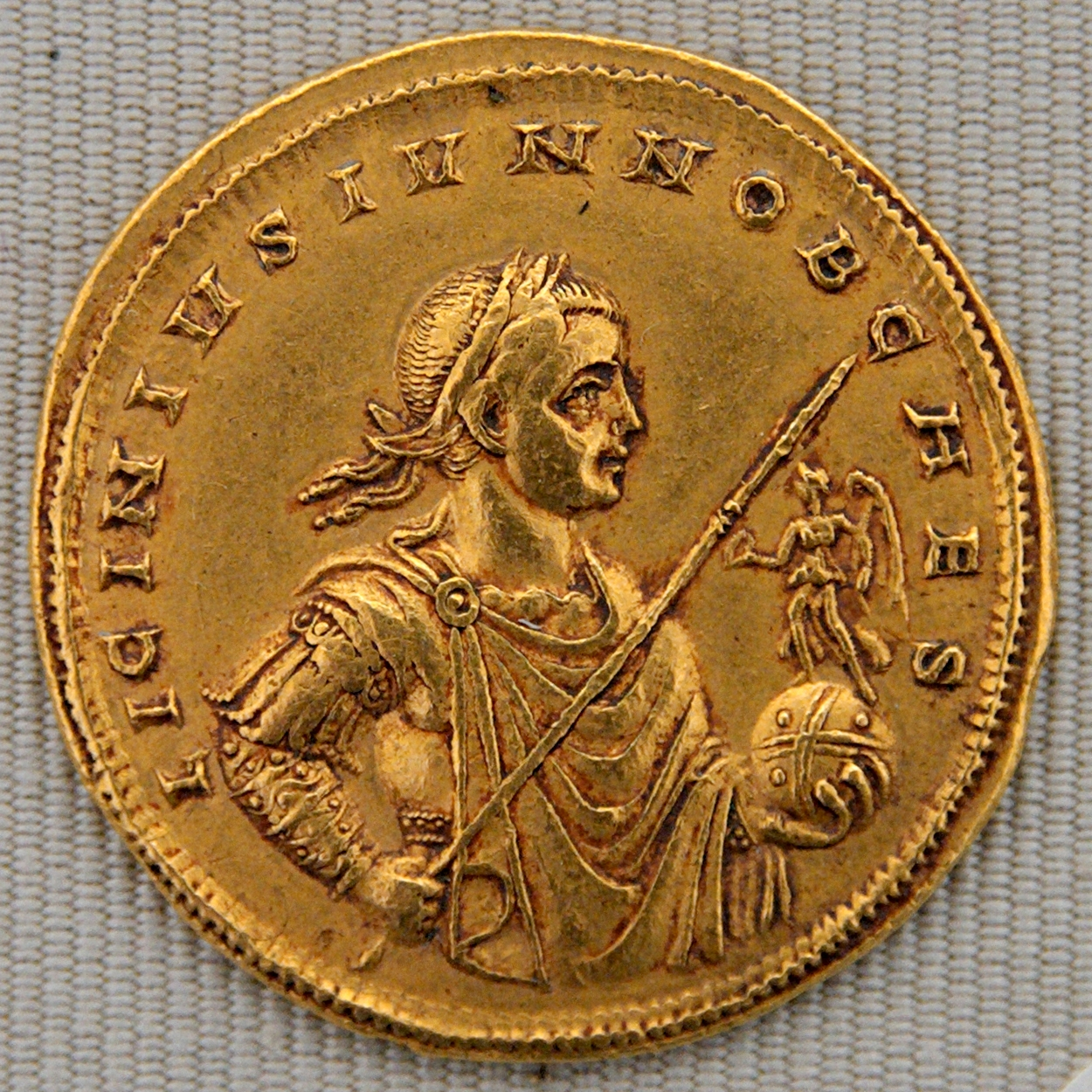
Multiple de 4 aurei de Licinius fils, 319 ap. J.-C., Aquilée. Poids : 19,96 g.
Une des 319 pièces, Pièces de monnaie antiques romaines au Cabinet des médailles, Paris, Pièces d'Aquilée, Pièces de Licinius II, Statuette de la Victoire à la main, Avant de pièces de monnaie, Paludamentum, Personnes avec des lances dans l'art, Médaille romaine, Solidus, Victoire sur les pièces de monnaie romaines

Le titre de nobellissime, nobélissime, nobilissimus (en latin : « le plus noble ») ou nōbelissimos (en grec byzantin : νωβελίσσιμος) est l'un des plus hauts titres impériaux à la fin de l'Empire romain et dans l'Empire byzantin. La forme féminine du titre est nobelissima. 

## Histoire
Le terme de nobellissime est à l'origine une épithète du titre de césar dont les détenteurs sont les héritiers présomptifs des empereurs romains et byzantins et qui sont désignés, après Publius Septimius Geta en 198, sous le titre de nobilissimus Caesar. Selon l'historien Zosime, l'empereur Constantin Ier est le premier à faire du titre de nobelissime une dignité à part. Elle sert à honorer certains de ses parents sans pour autant impliquer qu'ils soient des prétendants au trône impérial. Ainsi, le titre en vient à récompenser des membres de la famille impériale et est d'une importance juste inférieure à celle de césar. Il survit sous l'ère byzantine jusqu'au milieu du XIe siècle. Dans le Kletorologion de Philothée écrit en 899, les insignes du titre sont décrits comme étant une tunique, une ceinture et une cape pourpre. Elles symbolisent la position élevée de son détenteur, qui en est revêtu par l'empereur lors d'une cérémonie spéciale. 
Dès cette époque, le titre est conféré aux généraux en chef importants de l'empire. Le futur empereur Alexis IerComnène est le premier à en bénéficier. Le nombre grandissant de ses détenteurs sous l'ère Comnène conduit à la dépréciation du titre et les nouveaux titres de prōtonōbelissimos et prōtonōbelissimohypertatos sont créés au XIIe siècle.